# 244 هـ
244 هـ هي سنة في التقويم الهجري امتدت مقابلةً في التقويم الميلادي بين سنتي 858 و859.

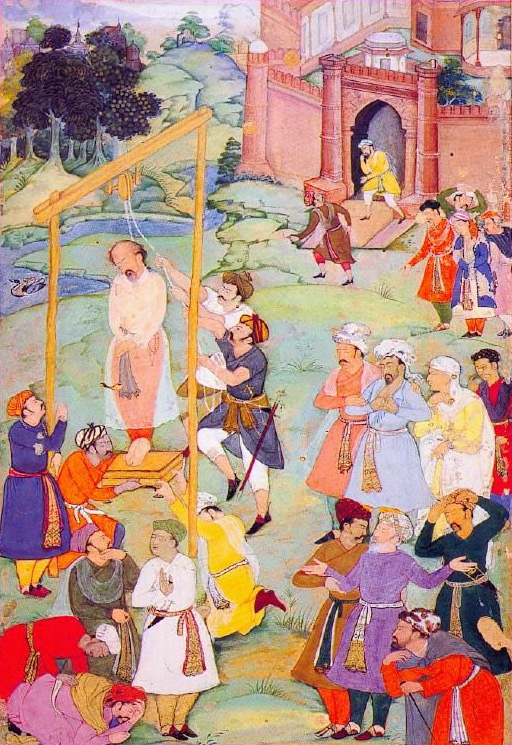
اعدام الحسين بن منصور الحلاج بعد اتهامه بالزندقة

## مواليد
- نفطويه
- أبو علي الثقفي
- الحسين بن منصور الحلاج
- الرودكي
- قاسم بن أصبغ

## وفيات
- ابن السكيت
- الحسن بن شجاع
- محمد بن عبد الملك بن أبي الشوارب